# Vietorchis aurea
Vietorchis aurea är en orkidéart som beskrevs av Leonid Vladimirovitj Averjanov och Averyanova. Vietorchis aurea ingår i släktet Vietorchis och familjen orkidéer. Inga underarter finns listade i Catalogue of Life.